# Elsdorf-Westermühlen
Elsdorf-Westermühlen (dänisch: Elstorp-Vestermølle) ist eine Gemeinde im Kreis Rendsburg-Eckernförde in Schleswig-Holstein.

## Geografie

### Geografische Lage
Das Gemeindegebiet von Elsdorf-Westermühlen erstreckt sich am Unterlauf der Eider im Naturraum Schleswiger Vorgeest (Haupteinheit Nr. 697) südwestlich von Rendsburg. Das Waldgebiet Gehege Osterhamm, welches auch die Forste Schicht- und Kiefholz einschließt, liegt im östlichen Gemeindegebiet.

### Gemeindegliederung
Die Gemeinde Elsdorf-Westermühlen besteht siedlungsgeographisch aus mehreren Ortsteilen, sogenannten Wohnplätzen. Neben den im Gemeindenamen genannten Dörfern befinden sich ebenfalls die Häusergruppen Hohenheide, Hohenkamp, Kiekut, Winkel und Wittenmoor, die Hofsiedlungen Holmbek, Knaten, Knop, Kreuzblöcken und Röhland sowie die Haussiedlung Vordamm im Gemeindegebiet.

### Nachbargemeinden
Direkt an Elsdorf-Westermühlen grenzen:
|                                | Bargstall, Hohn                             | Fockbek                      |
| Dellstedt (Kreis Dithmarschen) | Kompassrose, die auf Nachbargemeinden zeigt | Nübbel                       |
| Hamdorf                        |                                             | Hörsten, Schülp b. Rendsburg |

## Geschichte
Elsdorf wurde 1340 erstmals als Elerstorp erwähnt. Obwohl der erste Teil des Ortsnamens der niederdeutschen Bezeichnung für Erle (Eller) ähnelt, besteht etymologisch wohl kein Zusammenhang.

## Politik

### Gemeindevertretung
Bei der Kommunalwahl am 14. Mai 2023 wurden insgesamt 13 Sitze vergeben. Die CDU erhielt acht Sitze, die SPD und die Bürger für Elsdorf-Westermühlen erhielten je zwei Sitze und die Elsdorf-Westermühlener Wählergemeinschaft erhielt einen Sitz.

### Wappen
Blasonierung: „Schräglinks geteilt von Silber und Grün. Oben ein früchtetragender Erlenzweig, unten ein im unteren Viertel von einem Wellenbalken überdecktes Mühlrad in verwechselten Farben.“

### Partnerschaft
Seit 1991 besteht eine Partnerschaft zu Strodehne in Brandenburg, das seit 2001 zur Gemeinde Havelaue gehört.

## Wirtschaft und Verkehr
Neben der Landwirtschaft gibt es Einzelhandels- und Gewerbebetriebe in der Gemeinde.
Durch das Gemeindegebiet von Elsdorf-Westermühlen führt die Bundesstraße 203 zwischen Rendsburg und Heide.

## Sehenswürdigkeiten
In der Liste der Kulturdenkmale in Elsdorf-Westermühlen stehen die in der Denkmalliste des Landes Schleswig-Holstein eingetragenen Kulturdenkmale.

## Persönlichkeiten
- Jürgen Friedrich Mahrt (* 1882 in Elsdorf; † 1940), Landwirt, Naturkundler und Fotograf
- Hans Wilhelm Sievers (* 1912 in Elsdorf; † 1987), Landwirt und Politiker, Mitglied des Landtags von Schleswig-Holstein
- Jenny Behrend (* 1996 in Rendsburg), Handball-Nationalspielerin